# 研究開發
（縮寫：R&D），或译研究与开发，簡稱研發 ，是隸屬於企業、大學及國家的機構所開展的科學項目研究與技術開發活動。
於2006年，在研發領域上投入資金最多的3個國家是：
- 美國：3,300億美元
- 中國大陸：1,360億美元
- 日本：1,300億美元

另外：歐盟：2,300亿美元
於2004年，各國家研發的強度 (研究開發於國民生產總值中的百分比)：
- 瑞典：4.3%
- 日本：3.1%
- 美國：2.7%
- 中國大陸：1.8%

另外：歐盟：1.8%
於2006年，各國研發人员數目：
- 美国：130万人
- 中國大陸：92.6万人
- 日本：64.8万人
- 俄罗斯：50.5万人

中國大陸的研發投资總量及強度於1990年代末期以来增长迅速，除了中国大陸经济继续高速扩张等一些必然因素外，中国大陸决策层在发展中重视科技投资及企业加大投资是造成这一现象的主要原因。

## 外部連結
- BBC:中国研发即将超日赶美 （页面存档备份，存于）
- China to beat Japan in R&D spend （页面存档备份，存于）